# متخلف عقلي (تحقيري)
في الاستخدام النموذجي متخلف () هي إهانة لشخص يُعتبر غبيًا أو بطيئًا في الفهم أو غير فعال بطريقة ما كمقارنة بالسمات النمطية التي تُرى لدى الأشخاص ذوي الإعاقة الذهنية. تُستخدم صفة المتخلف عقليًا بنفس الطريقة لشيء أحمق أو غبي جدًا. تُخضع الكلمة للرقابة أحيانًا ويُشار إليها باسم مُحَسَن "آر ‑ كلمة" أو "آر ‑ إهانة".
استُخدم مصطلح "متخلف" سابقًا كمصطلح طبي. ويعني الفعل "تخلف": "التأخير أو الإبطاء" ولذلك أصبح مصطلح "متخلف" معروفًا كمصطلح طبي في أواخر القرن التاسع عشر وأوائل القرن العشرين لوصف الأطفال ذوي الإعاقات الذهنية أو تأخر النمو العقلي. وللتوضيح وحتى ستينيات القرن العشرين كانت مصطلحات "مغفل" و "أحمق" و"معتوه" و "بلهاء" مصطلحات حقيقية وغير مسيئة يستخدمها بما في ذلك الأطباء النفسيين للإشارة إلى الأشخاص ذوي الإعاقات الذهنية وضعف الذكاء. توقف استخدام هذه الكلمات بهذا الشكل عندما ظهرت مخاوف من أنها قد اكتسبت معاني سلبية حيث استُبدلت بـ"متخلف" و"متخلف عقليًا". بعد ذلك استُبدلت مصطلحات "معاق" handicapped (الولايات المتحدة) و"معاق" disabled (المملكة المتحدة) بـ"متخلف عقليًا" و"متخلف". كما يُعتبر مصطلح "معاق" الآن أكثر تهذيبًا من مصطلح "معاق" في الولايات المتحدة أيضًا. وقد أطلق ستيفن بينكر على هذا التوجه اسم "آلة المشي الملطفة".

## علم أصول الكلمات
يعود تاريخ كلمة "retard" إلى عام 1426. وهي مشتقة من الفعل اللاتيني "retardare" بمعنى "يُعيق" أو "يُبطئ". وقد تبنت اللغة الإنجليزية -إلى جانب لغات أوروبية أخرى- الكلمة واستخدمتها بمعنى مشابه أي "يبطئ" و"يؤخر". في الإنجليزية أصبحت كلمة "to decelerate" مصطلحًا أكثر شيوعًا من "to retard" بينما في لغات أخرى مثل الفرنسية أو الكتالونية لا يزال مصطلح "retard" شائع الاستخدام بمعنى "تأخير" (tard).

## الاستخدام الحديث
لقد تحوّل مصطلح "متخلف" من مصطلح محايد إلى مصطلح ذي دلالات سلبية. ولهذا السبب يُعتبر المصطلح الآن مُهينًا على نطاق واسع حتى عند استخدامه في سياقه الأصلي.
كما هو الحال مع المصطلحين المقبولين اجتماعيًا اليوم "أحمق" و"مغفل" واللذين يُعرّفان أيضًا على أنهما نوع من الإعاقة الذهنية فإن استخدام مصطلح "متخلف عقليًا" بصيغته المهينة لا يُقصد به عادةً الأشخاص ذوي الإعاقة الذهنية. بل يُستخدم المصطلح لمضايقة أصدقائهم أو كإهانة عامة.

## التشريع في الولايات المتحدة
مع عدم استخدامه عادةً في السياق الرسمي ظل مصطلح "التخلف العقلي" مُدوّنًا في العديد من قوانين ووثائق الولايات المتحدة حتى 5 أكتوبر 2010 عندما وقّع الرئيس الأمريكي باراك أوباما على القانون رقم 2781 المعروف أيضًا باسم قانون روزا. غيّر مشروع القانون الإشارات في القانون الفيدرالي، إذ استُبدل مصطلح التخلف العقلي بالإعاقة العقلية. بالإضافة إلى ذلك استُبدلت عبارة "الفرد المتخلف عقليًا" بعبارة "الفرد ذو الإعاقة الفكرية". سُمّي قانون روزا نسبةً إلى روزا مارسيلينو وهي فتاة تبلغ من العمر تسع سنوات مصابة بمتلازمة داون. وقد عملت مع والديها لإزالة كلمتي "متخلف عقليًا" رسميًا من قانون الصحة والتعليم في ولاية ماريلاند موطنها. مع هذا القانون الجديد لم يعد مصطلحا "التخلف العقلي" و"المتخلف عقليًا" موجودين في سياسات الصحة أو التعليم والعمل الفيدرالية. وستظل حقوق الأفراد ذوي الإعاقة كما هي. كان هدف هذا التغيير في الصياغة هو إزالة اللغة التي قد تعتبر مهينة للمجتمعات.